# Rose Hill (film)
Rose Hill is een Amerikaanse televisiefilm uit 1997 geregisseerd door Christopher Cain. De hoofdrollen worden vertolkt door Jennifer Garner en Jeffrey D. Sams.

## Verhaal
Vier weesjongens ontsnappen aan de wet in New York en botsen op een baby in een karretje. Ze gaan naar het westen en nemen de baby met hen mee en noemen haar Mary Rose. Ze voeden haar op in een boerderij die Rose Hill heet. Mary Rose groeit tot een knappe vrouw maar raakt betrokken met een man die een van haar broers doodt. Haar broers leggen haar de situatie uit en ze vertrekt naar New York om de waarheid achter haar echte familie te vinden. Rose Hill verliest het conctact met haar zieke broer, terwijl twee andere broers hun eigen weg gekozen hebben.

## Rolverdeling
| Acteur           | Personage           |
| ---------------- | ------------------- |
| Jennifer Garner  | Mary Rose Clayborne |
| Jeffrey D. Sams  | Adam Clayborne      |
| Zak Orth         | Douglas Clayborne   |
| Justin Chambers  | Cole Clayborne      |
| Tristan Tait     | Travis Clayborne    |
| David Newsom     | John Stringer       |
| Casey Siemaszko  | Fergus Carroll      |
| Stuart Wilson    | Richard Elliot      |
| Kristin Griffith | Annie               |
| Courtney Chase   | Jonge Mary Rose     |
| Vera Farmiga     | Emily Elliot        |